# 国際武道大学の人物一覧
国際武道大学の人物一覧（こくさいぶどうだいがくのじんぶついちらん）は、国際武道大学に関係する人物の一覧記事である。

## 歴代の学長
- 蒔田実（剣道）

## 著名な教員
- 岩井美樹（野球）
- 越野忠則（柔道）
- 柏崎克彦（元教授）(柔道・1981年世界柔道選手権大会（65 kg級）優勝）
- 櫻井健一（陸上競技）
- 原辰徳（野球、客員教授）

## 主な卒業生

### スポーツ

#### 武道

##### 柔道
- 須田匡昇（元柔道選手、総合格闘家）
- 中村和裕（元柔道選手、総合格闘家）
- 小見川道大（元柔道選手、総合格闘家）
- 坂口仁美 (柔道家・2014年世界ジュニア44kg級チャンピオン)

##### 剣道
- 寺本将司（剣道家 大阪府警察警部）
- 若生大輔（剣道家 北海道警察）

#### 格闘技
松本光史（総合格闘家）
- 大山峻護（元総合格闘家）
- 北田俊亮（総合格闘家）
- 石坂鉄平（元プロレスラー)
- 松井大二郎（プロレスラー 総合格闘家）
- 近藤修司（プロレスラー フリー）
- 条柴拓真（プロレスラー 2AW）
- 田村ハヤト（プロレスラー GLEAT）
- 征矢学 (プロレスラー プロレスリング・ノア)
- MIKAMI (プロレスラー フリー)
- 救世忍者乱丸 (プロレスラー フリー)
- Ken（プロレスラー 暗黒プロレス組織666）

#### 球技

##### 野球
- 高橋光信（中日ドラゴンズ）
- 柴田講平（千葉ロッテマリーンズ）
- 比嘉幹貴（オリックス・バファローズ）
- 山本淳（埼玉西武ライオンズ）
- 中村一生（オリックス・バファローズ）
- 仲澤広基（東北楽天ゴールデンイーグルス）
- 川端崇義（オリックス・バファローズ）
- 友永翔太（中日ドラゴンズ）
- 西野真弘（オリックス・バファローズ）
- 平田徹（横浜高校硬式野球部元監督）
- 勝俣翔貴（オリックス・バファローズ）
- 片岡篤志（堺シュライクス）
- 伊藤将司（阪神タイガース）
- 豊田寛（阪神タイガース）

##### サッカー
- 高安亮介（栃木SC）
- 鳥養祐矢（FC琉球）
- 青戸翔（カマタマーレ讃岐）

##### ラグビー
- 瀬崎隼人（NECグリーンロケッツ）
- 安田知生（NECグリーンロケッツ）
- 新居里江子（弘前サクラオーバルズ）

##### バレーボール
- 金井修也（堺ブレイザーズ）
- 木内学（堺ブレイザーズ）
- 西尾太作（堺ブレイザーズ）
- 井上裕介（大分三好ヴァイセアドラー→堺ブレイザーズ）
- 阿部篤史（FC東京）
- 古賀幸一郎（豊田合成トレフェルサ）

##### ハンドボール
- 東俊介（大崎オーソル）
- 佐藤良彦（大崎オーソル）

##### バスケットボール
- 平井崇士（ライジング福岡）
- 狩俣昌也（琉球ゴールデンキングス）

#### 陸上競技
- 秋本真吾（プロ陸上選手）
- 櫻井健一（110ｍハードル元日本代表）
- 宮本裕大（陸上競技選手）
- モーゼス夢（元陸上競技選手、モデル）

#### パワーリフティング
- 阿久津貴史（パワーリフティング）

#### 自転車
- 角田貴志（競輪選手）

### 学術
- 田中弘文（運動生理学者、アメリカスポーツ医学会フェロー）

### 芸能
- やす（お笑いタレント、「ずん」のツッコミ担当）※中退
- 古賀シュウ（ものまねタレント）